# سيسيلي ليجانجير
سيسيلي ليجانجير (بالنرويجية: Cecilie Leganger‏) مواليد 12 مارس 1975، هي لاعبة كرة يد نرويجية معتزلة لعبت كحارس مرمى. مثلت منتخب النرويج لكرة اليد للسيدات. شاركت في دورة الألعاب الأولمبية الصيفية سنة 2000.

## الميداليات
| الميدالية | المسابقة                       |
| --------- | ------------------------------ |
| برونزية   | الألعاب الأولمبية الصيفية 2000 |

## روابط خارجية
- سيسيلي ليجانجير على موقع الاتحاد الأوروبي لكرة اليد (الإنجليزية)
- سيسيلي ليجانجير على موقع الاتحاد النرويجي لكرة اليد (النرويجية)
- سيسيلي ليجانجير على موقع أوليمبيديا (الإنجليزية)